# Duale Hochschule Baden-Württemberg Heidenheim

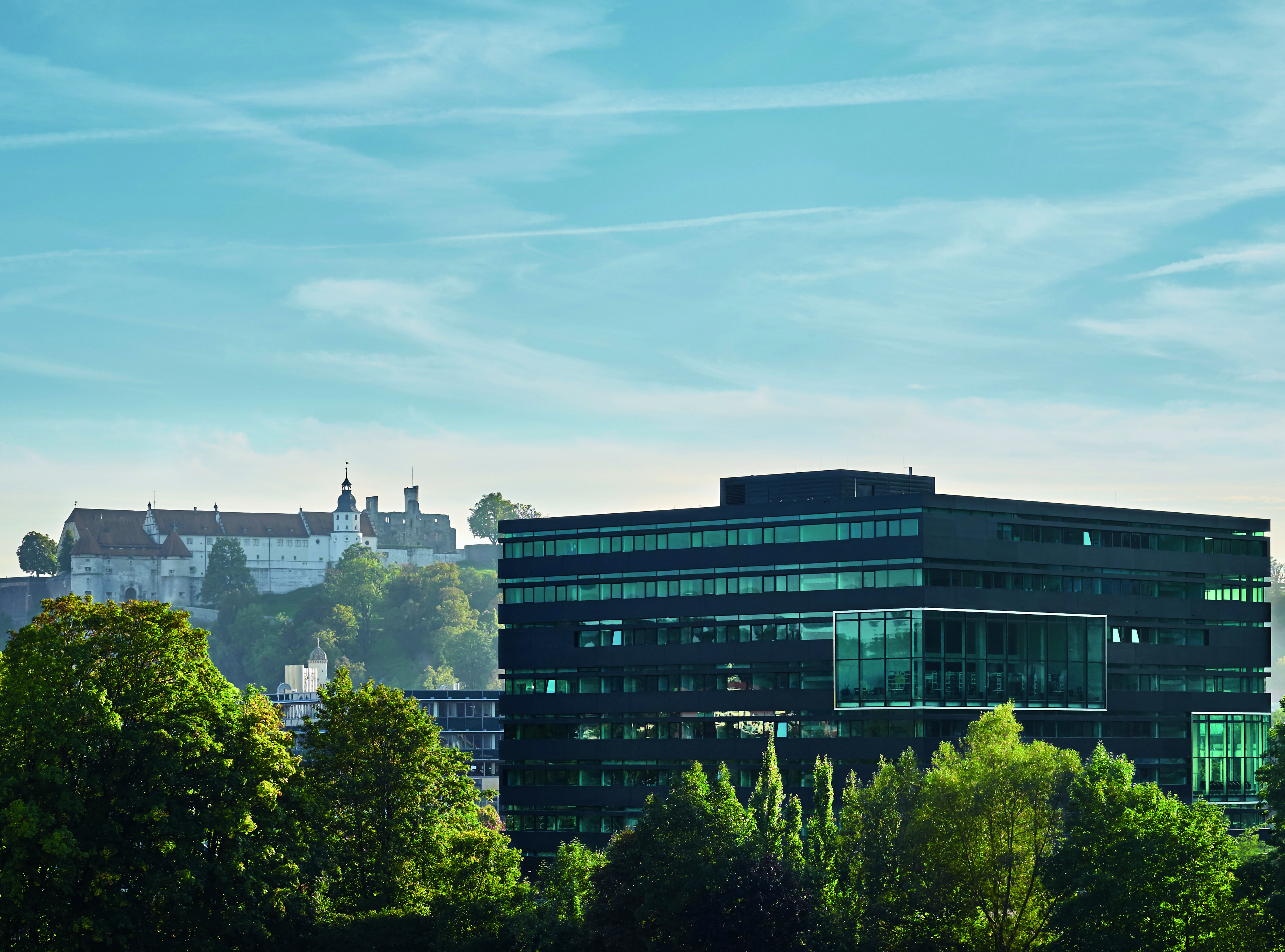
Standort Marienstraße 20

Die Duale Hochschule Baden-Württemberg Heidenheim (Baden-Wuerttemberg Cooperative State University Heidenheim) ist eine Studienakademie der Dualen Hochschule Baden-Württemberg (DHBW). Sie wurde im Jahr 1976 als Außenstelle der Berufsakademie Stuttgart gegründet. Am 1. Oktober 1979 wurde diese Außenstelle in eine eigenständige Berufsakademie umgewandelt. Zum 1. März 2009 wurde sie gemeinsam mit den damaligen acht weiteren Berufsakademien des Landes Baden-Württemberg in die neu gegründete DHBW eingebracht. Die DHBW Heidenheim ist die einzige Hochschule in Heidenheim und hat eine Außenstelle in Ulm-Wiblingen.

## Geschichte
Im Jahr 1976 nahm die Berufsakademie Heidenheim ihren Lehrbetrieb auf – mit 38 Studierenden in den Studienbereichen Technik und Wirtschaft. Das Studienangebot wurde im Jahr 1977 durch den Studienbereich Sozialwesen erweitert. Aktuell werden an der DHBW Heidenheim Bachelor-Abschlüsse in 23 Studiengängen und -richtungen angeboten. Das Studienangebot umfasst die Studienbereiche Gesundheit, Sozialwesen, Technik und Wirtschaft. An der Dualen Hochschule Baden-Württemberg Heidenheim sind ca. 2400 Studierende immatrikuliert.
Im Juli 2010 hat sich die Duale Hochschule Heidenheim räumlich verändert, neben dem ehemaligen Zollamt auf der „Gleisharfe“ ist ein siebenstöckiger Neubau entstanden. Der Campus befindet sich in der Nähe zum Bahnhof und zur Innenstadt.
Die Kultusministerkonferenz hatte beschlossen, akkreditierte Bachelorabschlüsse der Berufsakademien hochschulrechtlich den akademischen Bachelor-Graden von Universitäten und Fachhochschulen gleichzustellen. Sie verspricht sich vom neuen Status und der Positionierung als Duale Hochschule Baden-Württemberg einen zusätzlichen Vorteil. Seit 2010 bietet die Duale Hochschule neben dem Bachelor auch Master-Studiengänge an. Gemäß dem dualen Konzept sind die Master-Studiengänge ausschließlich berufsbegleitend organisiert.
Nach vielen Jahren des Planens und vor allem auch des Ringens um die Finanzierung erfolgte Ende November 2021 der symbolische Spatenstich für den Neubau der Dualen Hochschule auf dem ehemaligen WCM-Gelände in Heidenheim. Das Erweiterungsgebäude wird voraussichtlich im Sommer 2025 bezogen werden. Der Örtliche Senat der DHBW Heidenheim entschied im Oktober 2023, dass der Neubau zu einem Digital Campus ausgebaut werden soll. Dieser digitale Campus wird die IT-affinen Studiengänge der DHBW Heidenheim an einem Ort bündeln. Somit werden aus dem Studienbereich Wirtschaft die Studiengänge Wirtschaftsinformatik, BWL-Digital Business Management und BWL-Digital Commerce Management in den Neubau umgesiedelt. Auch der Studiengang Informatik aus dem Studienbereich Technik wird im Neubau ein neues Zuhause finden. Die Konzeption beschränkt sich jedoch nicht auf nur die Studienbereiche Wirtschaft und Technik, sondern zielt auf die interdisziplinäre Zusammenarbeit aller vier Studienbereiche der DHBW Heidenheim ab. So soll auch die Digitalisierung der Sozialen Arbeit und des Gesundheitswesens im Rahmen des Digital Campus vorangetrieben werden. Durch den Digital Campus sollen Synergiepotenziale genutzt und eine Vielzahl an neuen Kooperationsmöglichkeiten eröffnet werden.

## Zulassung
Voraussetzung für das Studium ist ein Studienvertrag mit einem Partnerunternehmen bzw. einer kooperierenden sozialen Einrichtung. Außerdem ist das Abitur oder die fachgebundene Hochschulreife erforderlich. Es gelten die gleichen Zulassungsvoraussetzungen wie an Universitäten. Bei Fachhochschulreife kann ein Eignungstest an der DHBW abgelegt werden, der nach Bestehen zum Studium an der Dualen Hochschule Baden-Württemberg berechtigt. Unter bestimmten Voraussetzungen haben auch besonders qualifizierte Berufstätige mit einer Weiterbildung als Meister, Techniker und Fachwirt Zugang zu den Hochschulen in Baden-Württemberg.
| Jahr | Zahl der Studierenden |
| ---- | --------------------- |
| 2023 | 2500                  |
| 2018 | 2400                  |
| 2010 | 1660                  |
| 2005 | 1240                  |
| 1976 | 38                    |

## Studienangebot
Das Studienangebot der Dualen Hochschule Baden-Württemberg Heidenheim gliedert sich in die vier Studienbereiche Wirtschaft, Technik, Sozialwesen und Gesundheit. Nachfolgend sind die Studiengänge und ihre Vertiefungsrichtungen aufgeführt:

### Studienbereich Wirtschaft
- BWL – Bank
- BWL – Digital Commerce Management
- BWL – Digital Business Management
- BWL – Handel
- BWL – Industrie
- BWL – International Business
- BWL – Marketing Management / Medien und Kommunikation
- BWL – Versicherung
- BWL – Spedition, Transport und Logistik
- Wirtschaftsinformatik
- Data Science und Künstliche Intelligenz

### Studienbereich Technik
- Studiengang Informatik mit den Studienrichtungen
  - Allgemeine Informatik
  - Informationstechnik mit den Schwerpunkten
    - Industrielle Automatisierung
    - Informationsmanagement und -systeme
- Studiengang Maschinenbau mit den Studienrichtungen
  - Allgemeiner Maschinenbau, Schwerpunkt Mechatronik
  - Konstruktion und Entwicklung
  - Produktionstechnik
- Studiengang Wirtschaftsinformatik
- Studiengang Wirtschaftsingenieurwesen mit den Studienrichtungen
  - Allgemeines Wirtschaftsingenieurwesen
  - Chemie- und Verfahrenstechnik

### Studienbereich Sozialwesen
- Studienrichtung Soziale Arbeit – Case Management im Sozial- und Gesundheitswesen
- Studienrichtung Soziale Arbeit – Kinder- und Jugendhilfe
- Studienrichtung Soziale Arbeit mit älteren Menschen/Bürgerschaftliches Engagement
- Studienrichtung Soziale Arbeit – Soziale Dienste der Jugend-, Sozial- und Familienhilfe
- Studienrichtung Soziale Arbeit – Sozialmanagement

### Studienbereich Gesundheit
- Angewandte Gesundheits- und Pflegewissenschaften
- Angewandte Hebammenwissenschaft
- Interprofessionelle Gesundheitsversorgung
- Medizintechnische Wissenschaften

## Belege
1. ↑  Neuer Rektor Rainer Przywara im Interview. Archiviert vom Original (nicht mehr online verfügbar) am 2. März 2019; abgerufen am 12. Juli 2022.
2. 1 2  Jahresbericht der DHBW 2021/2022. (PDF; 4,1 MB) Abgerufen am 8. Februar 2023.
3. ↑  https://www.dhbw.de/jahresbericht/index.html
4. ↑  Bachelor-Studienangebot der DHBW Heidenheim. Abgerufen am 8. Februar 2023.
5. ↑  o. V.: Digitaler Campus für die DHBW Heidenheim. DHBW Heidenheim, 14. November 2023, abgerufen am 26. Dezember 2023.
6. ↑  Zahlen beruhen auf www.dhbw-heidenheim.de: Zahlen und Fakten (abgerufen am 26. Dezember 2023) sowie auf der Pressemeldung "Rekord: 938 Erstsemester starten ins Studium" vom 25. Oktober 2023